# Leucothyreus variipes
Leucothyreus variipes är en skalbaggsart som beskrevs av Blanchard 1851. Leucothyreus variipes ingår i släktet Leucothyreus och familjen Rutelidae. Inga underarter finns listade i Catalogue of Life.